# Steinturm (Schiff, 1911)
Die 1911 fertiggestellte Steinturm der Deutschen Dampfschiffahrtsgesellschaft Hansa (DDG „Hansa“) war das achte und letzte Schiff der Warturm-Klasse, die seit 1908 in den Dienst der Reederei kam.

1914 wurde das Schiff von den britischen Behörden beschlagnahmt und als Hunnie während des Ersten Weltkriegs genutzt.
1923 wurde das Schiff von der DDG „Hansa“ zurückgekauft und als zweite Axenfels wieder in Dienst genommen. Ende 1932 wurde das Schiff zum Abbruch verkauft.

## Geschichte des Schiffes
Die Steinturm erhielt ihren Namen nach dem 1309 gebauten Turm, der im Osten der Stadt den Übergang der alten Heerstraße über den Dobbengraben, einen Nebenarm der Weser, schützte.

Die im 5. August 1911 als letztes Schiff der Warturm-Klasse vom Stapel gelaufene und am 15. September abgelieferte Steinturm (BauNr. 178) hatte eine Länge von 127 m über alles. Sie war 16,36 m breit und hatte einen Tiefgang von 7,68 m. Die Steinturm war mit 5325 BRT vermessen und besaß eine Tragfähigkeit von 8188 tdw. Angetrieben von einer 3-Zylinder-Dreifach-Expansionsmaschine der Bauwerft von 2300 PSi, die auf einen Propeller wirkte und dem Schiff eine Geschwindigkeit von 11 kn gab. Sie war der einzige Neubau der Klasse, der von der AG Weser an die DDG „Hansa“ geliefert wurde. Fünf Schiffe der Klasse hatte die Werft Joh. C. Tecklenborg gefertigt; dazu kamen die Fangturm von Swan Hunter und die Imkenturm aus Flensburg.

Nach dem Einzelschiff Kattenturm 1907 erhielten nur diese acht Schiffe bis zum Zweiten Weltkrieg auf -turm endende Namen. Im Zweiten Weltkrieg erhielten dann die Einheitsschiffe vom Typ A derartige Namen. Ab 1966 fanden sie erneut Verwendung für Versorgungsschiffe von „off shore“-Einrichtungen.

### Einsatzgeschichte
Die Schiffe der Warturm-Klasse wurden häufig von der DDG „Hansa“ zwischen den USA und Ostindien eingesetzt. Kein Schiff der Klasse befand sich 1914 in der Heimat. Drei Schiffe wurden bei Kriegsbeginn sofort von den Briten beschlagnahmt, die Adamsturm 1917 in den USA. Sie und die Pagenturm wurden dann noch im Weltkrieg durch deutsche U-Boote versenkt. Auch die in neutralen Häfen den Weltkrieg überlebenden Schiffe mussten nach den Kapitulationsbedingungen 1919 an die Siegermächte ausgeliefert werden.
Die Steinturm wurde 1914 in Colombo von den britischen Behörden beschlagnahmt.
Ab 1915 wurde das Schiff von den britischen Behörden als Transporter unter dem Namen Hunnie eingesetzt und gehörte damit zu den sogenannten Hunnendampfern.

Sie überlebte den Ersten Weltkrieg fand aber in der Nachkriegszeit keinen Käufer auf Seiten der Siegermächte, so dass die DDG „Hansa“ Ende 1923 ihr ehemaliges Schiff zurückkaufen konnte.

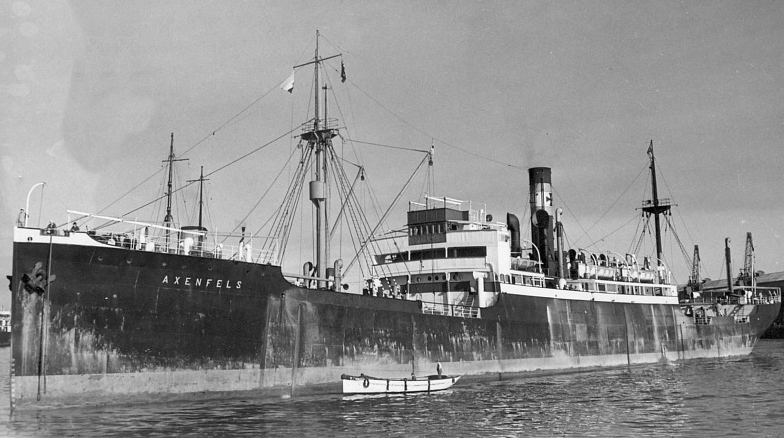
Die ehemalige Steinturm als Axenfels

Als fünften Rückkauf eines eigenen Schiffes erwarb die DDG „Hansa“ am 25. Oktober 1923 die ehemalige Steinturm und benannte sie in Axenfels um. Diesen Namen hatte von 1904 bis 1915 ein in Flensburg gebautes Frachtschiff von 4464 BRT getragen, das 1915 in Massaua von Italien beschlagnahmt worden war und dort als Alberto Cavaletto in Dienst war.
Alle rückgekauften Schiffe stammten aus verschiedenen Vorkriegsbaureihen
- siehe angekaufte ehemals Deutsche Schiffe der DDG „Hansa“

Die zweite Axenfels kam als kleineres Schiff vorrangig zum Persischen Golf und zu den Häfen des heutigen Pakistan, aber auch zu allen anderen Zielen der Gesellschaft zum Einsatz.
Wegen der Weltwirtschaftskrise wurde sie wie viele Schiffe der Reederei am 17. Juli 1932 in Bremen aufgelegt und am 24. Dezember 1932 zum Abbruch an die ursprüngliche Bauwerft, jetzt Deutsche Schiff- und Maschinenbau A.G. Werk: AG „Weser“, in Bremen verkauft.

Die überlebenden Schiffe der Warturm-Klasse erlitten teilweise das gleiche Schicksal; nur zwei Schiffe waren zu Beginn des Zweiten Weltkriegs noch vorhanden. Auch die erste Axenfels wurde nach weiteren Umbenennungen als Annina ab Sommer 1933 in Italien abgebrochen.

### Die Schiffe der Warturm-Klasse
| Name       | Bauwerft               | BRT tdw   | Stapellauf in Dienst  | weiteres Schicksal |
| Warturm    | Tecklenborg BauNr. 228 | 4965 7600 | 23.05.1908 30.06.1908 | 1914 Bombay, ohne Namensänderung unter britischer Flagge eingesetzt, 1922 an Turnbull, Scott & Co: Nethergate, 1932 zum Abbruch verkauft                                                              |
| Fangturm   | Swan Hunter BauNr. 146 | 4933 7800 | 10.09.1908 28.10.1908 | 1914 Palma, 1919 von Spanien an Frankreich, 1921 weiter an Belgien, November 1921 Armement Deppe: Antverpia, 21. Mai 1940 auf Heimreise aus USA vor Boulogne von deutschen Flugzeugen versenkt        |
| Imkenturm  | Flensburg BauNr. 290   | 5004 7800 | 25.08.1909 2.10.1909  | 1914 Surabaja, 1919 von Niederlanden an Großbritannien, 1920 Hain Steamship Co.: Trevessa, 4. Juni 1923 aus Reise von Australien nach Südafrika mit Ladung Zinkkonzentrat im Indischen Ozean gesunken |
| Pagenturm  | Tecklenborg BauNr. 233 | 5000 7780 | 31.08.1909 12.10.1909 | 1914 Kalkutta, ohne Namensänderung unter britischer Flagge eingesetzt, 16. Mai 1917 im Kanal durch UB 40 versenkt                                                                                     |
| Adamsturm  | Tecklenborg BauNr. 234 | 5000 7780 | 16.10.1909 30.11.1909 | 1914 New York, 1917 beschlagnahmt: Actaeon, 24. November 1917 nördlich Kap Finisterre durch UB 58 versenkt                                                                                            |
| Arsterturm | Tecklenborg BauNr. 395 | 5035 7723 | 14.12.1910 10.01.1911 | 1914 Sabang, 1919 von Niederlanden an Großbritannien, 1920 an Turnbull, Scott & Co: Whithegate, 1930 aufgelegt, 1937 zum Abbruch verkauft                                                             |
| Schildturm | Tecklenborg BauNr. 240 | 5095 7790 | 10.05.1911 7.07.1911  | 1914 Antwerpen, 1919 an Großbritannien, 1920 an Turnbull, Scott & Co: Flowergate, 6. Juni 1944 als Gooseberry N°3 vor Arromanches versenkt                                                            |
| Steinturm  | AG Weser BauNr. 178    | 5325 8188 | 5.08.1911 15.09.1911  | 1914 Colombo, als Hunnie eingesetzt, Oktober 1923 Rückkauf: Axenfels, Dezember 1932 zum Abbruch verkauft                                                                                              |